# Alcobendas
Alcobendas este un oraș din Comunitatea autonomă Madrid.

## Geografia

### Vecini
| Nord Vest: Madrid | Nord: San Sebastián de los Reyes | Nord Est: San Sebastián de los Reyes |
| Vest: Madrid      |                                  | Est: Paracuellos de Jarama           |
| Sud-Vest: Madrid  | Sud: Madrid                      | SudEst: Madrid                       |

1. ↑  Nomenclátor Geográfico de Municipios y Entidades de Población (20240402 edition)